# اسلاونفت

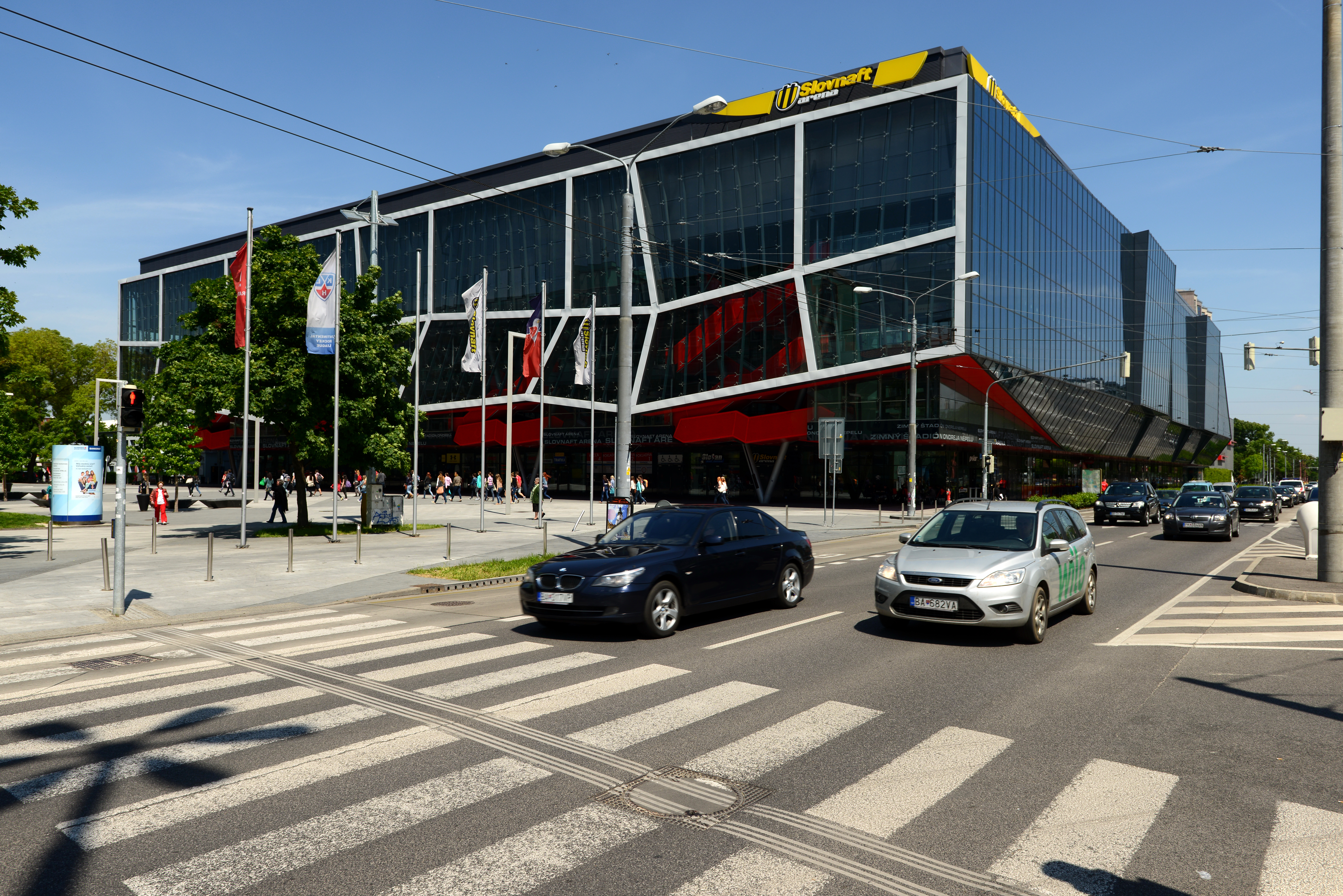
ساختمان مرکزی اسلاونفت

اسلاونفت (به انگلیسی: Slovnaft) شرکت نفت و گاز اسلواک است، که در زمینه تولید بنزین، نفت خام، محصولات پتروشیمی و سوخت دیزل، همچنین مدیریت جایگاه‌های سوخت فعالیت می‌کند.
شرکت اسلاونفت در سال ۱۹۴۹ راه‌اندازی شد و در حال حاضر شرکت تابعه‌ای از گروه مول می‌باشد. دفتر مرکزی این شرکت در شهر براتیسلاوا، اسلواکی قرار دارد. اسلاونفت هم‌اکنون مالک شبکه‌ای از ۲۰۸ جایگاه سوخت می‌باشد.